# Bömericher Bach
Der Bömericher Bach ist ein orografisch linker, 1,7 km langer Zufluss der Dhünn.

## Geographie

### Verlauf
Der Bömericher Bach entspringt auf einer Höhe von 204,5 m ü. NHN bei Hüttchen und fließt gegen den Uhrzeigersinn um Bömerich herum und anschließend an der Bömericher Mühle vorbei. Er mündet schließlich auf 120,2 m bei Loosenau von links in der Dhünn.

### Zuflüsse
Zuflüsse des Bömericher Bachs sind:
- Bömericher Delle (rechts), 0,5 km
- Eichholzbach (rechts), 0,6 km
- Knechsiefen (rechts), 0,6 km
- Bömericher Siefen (links), 0,1 km
- Siefen am Steinbruch (links), 0,1 km
- Kochshofer Siefen (links), 0,3 km
- Bömberger Siefen (rechts), < 0,1 km
- Bömberger Bach (rechts), 0,2 km

### Flusssystem Dhünn
- Liste der Fließgewässer im Flusssystem Dhünn